# Aldby Park

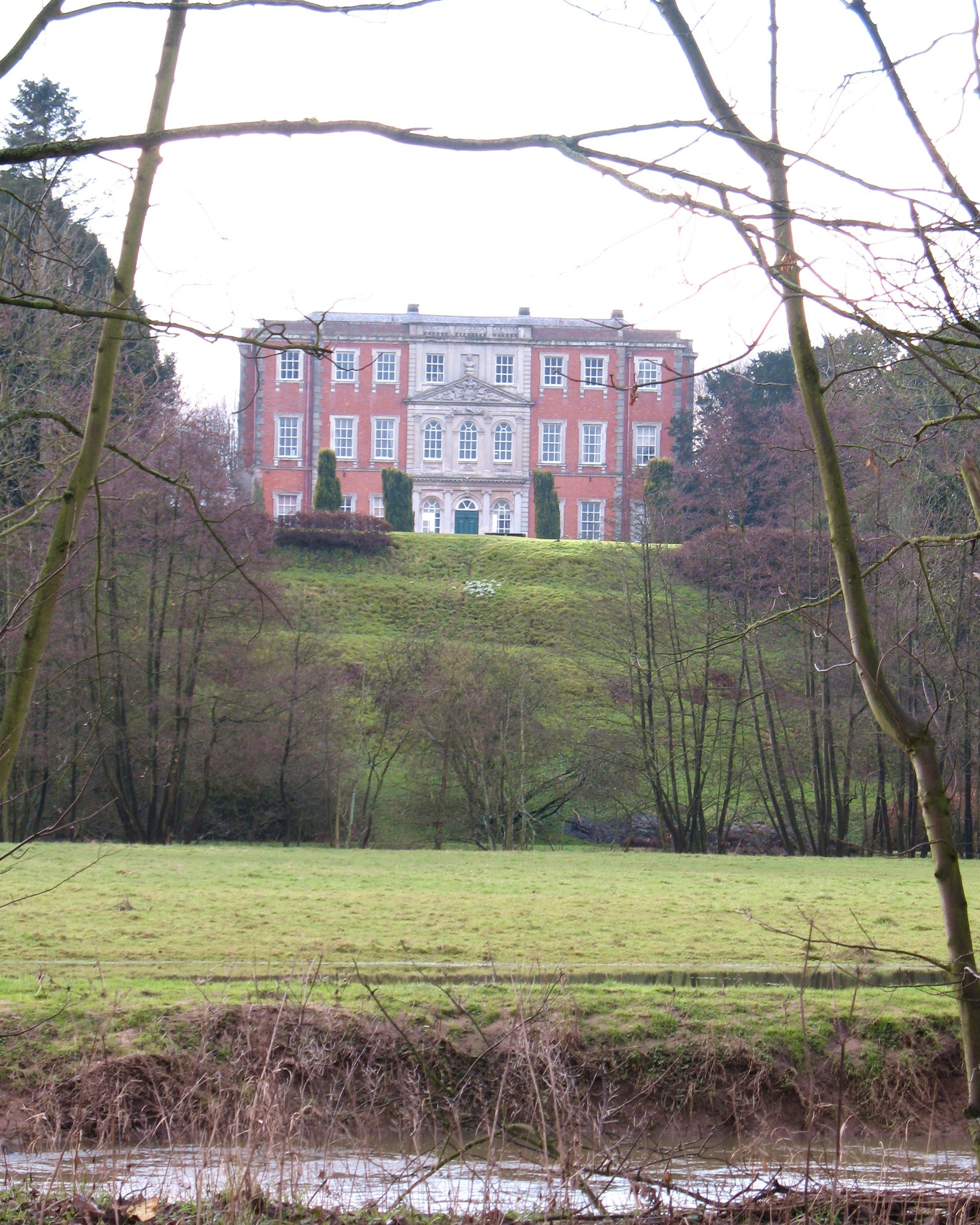
Aldby Park, Buttercrambe

Aldby Park ist ein Landsitz im Dorf Buttercrambe, East Riding of Yorkshire, England. Das Haus, das an Stelle des ursprünglichen Baus aus der Tudor-Zeit errichtet wurde, wurde 1725 im Auftrag von Jane Darley errichtet. Aldby Park ist vor allem wegen seiner Bedeutung für die Zuchtgeschichte des Englischen Vollbluts bekannt. Der aus Syrien importierte Araberhengst Darley Arabian war auf dem Landsitz von 1706 bis etwa 1719 als Deckhengst eingesetzt und ist einer der drei Gründerväter dieser Pferderasse.

## Geschichte
William Darley kaufte den damals noch „Buttercrambe Manor“ genannten Landsitz im Jahre 1557. Der Landsitz blieb danach bis in die erste Hälfte des 20. Jahrhunderts im Besitz der Familie Darley. Zunächst ging er durch Vererbung auf Sir Richard Darley über, dessen Sohn Henry Darley 1645 zum Mitglied des Parlaments gewählt wurde. Ihm folgte als Erbe und Besitzer von Aldby Hall erneut ein Sir Richard Darley, dessen jüngerer Sohn Thomas Darley als Mitglied der Levant Company von 1686 bis 1704 in Aleppo lebte. Der Landsitz wurde 1706 von seinem älteren Bruder Henry geerbt. Nach dessen Tod ging der Landsitz 1720 an Jane Darlehn über, da keine direkten männlichen Nachkommen von Richard Darley lebten. Jane Darley war mit John Brewster verheiratet, der seinen Nachnamen in Brewster-Darley umwandelte. In dieser Zeit wurde der Landsitz in seiner jetzigen From errichtet. Ihr gemeinsamer Enkel und Erbe Henry Harley starb 1810, sein gleichnamiger Sohn (1777–1846) war Justice of the Peace and High Sheriff of Yorkshire im Jahre 1827. Sein Sohn Henry Brewster (1809–1860) und dessen Nachfolger (1839–1904), der ebenfalls den Vornamen Henry trug, dienten ebenfalls jeweils als Friedensrichter.
Während der Zeit des Zweiten Weltkrieges nutzte die britische Armee das Haus als Quartier. Das Haus wurde nach dem Zweiten Weltkrieg von einem Mark Winn erworben, der es an seinen Sohn George vererbte. Das Haus dient unverändert als Familiensitz. 1999 wurde das Haus durch einen Brand stark beschädigt.

## Bedeutung für die Zuchtgeschichte des Englischen Vollbluts

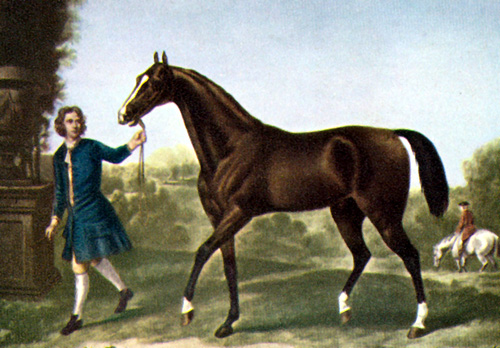
Darley Arabian, der zu Beginn des 18. Jahrhunderts auf Alibi Park eingesetzte Deckhengst

Thomas Darley, ein Mitglied der Familie, der für die Levant Company in Aleppo arbeitete, erwarb dort 1702 den jungen Araber-Hengst Darley Arabian von einem nomadisierenden Beduinenstamm und exportierte ihn 1704 zu seiner Familie auf Aldby Park. Christopher McGrath nennt in seiner Geschichte des Pferderennsports diese Transaktion die bedeutsamste Einzeltransaktion in der Geschichte der Pferdezucht. Der Hengst deckte auf Aldby Park überwiegend die vergleichsweise wenigen Zuchtstuten im Besitz der Familie Darley, von denen einige erfolgreich in Pferderennen liefen. Zum Gründungsvater des Englischen Vollbluts wurde der Hengst jedoch durch zwei Anpaarungen mit der Zuchtstute Betty Leeds im Besitz von Leonard Childers. Flying Childers, der 1714 geborener Hengst aus dieser Anpaarung, gilt als eines der ersten wahren Rennpferde. Die meisten der heutigen Englischen Vollblutpferde gehen jedoch nicht über diesen Hengst auf Darley Arabian zurück, sondern über dessen Vollbruder Bleeding Childers. Heute gehen 95 Prozent aller lebenden Englischen Vollblüter auf diesen Hengst zurück.

## Einzelbelege
1. ↑  East Yorkshier landed estates in the nineteenth Century. Archiviert vom Original am 9. September 2017; abgerufen am 9. September 2017 (englisch).
2. ↑   Fire Wrecks Stately Hall In: The Press. Abgerufen am 9. September 2017 (englisch).
3. ↑   Christopher McGrath: Mr. Darley's Arabian - High Life, Low Life, Sporting Life: A History of Racing in Twenty-Five Horses. John Murray, London 2016, ISBN 978-1-84854-984-5. E-Book-Position 333
4. ↑   Christopher McGrath: Mr. Darley's Arabian - High Life, Low Life, Sporting Life: A History of Racing in Twenty-Five Horses. John Murray, London 2016, ISBN 978-1-84854-984-5. E-Book-Position 444.
5. ↑   95% of thoroughbreds linked to one superstud In: New Scientist, 6. September 2005 (englisch).